# Peperomia choritana
Peperomia choritana är en pepparväxtart som beskrevs av William Trelease. Peperomia choritana ingår i släktet peperomior, och familjen pepparväxter. Inga underarter finns listade i Catalogue of Life.